# Tridente (Roma)

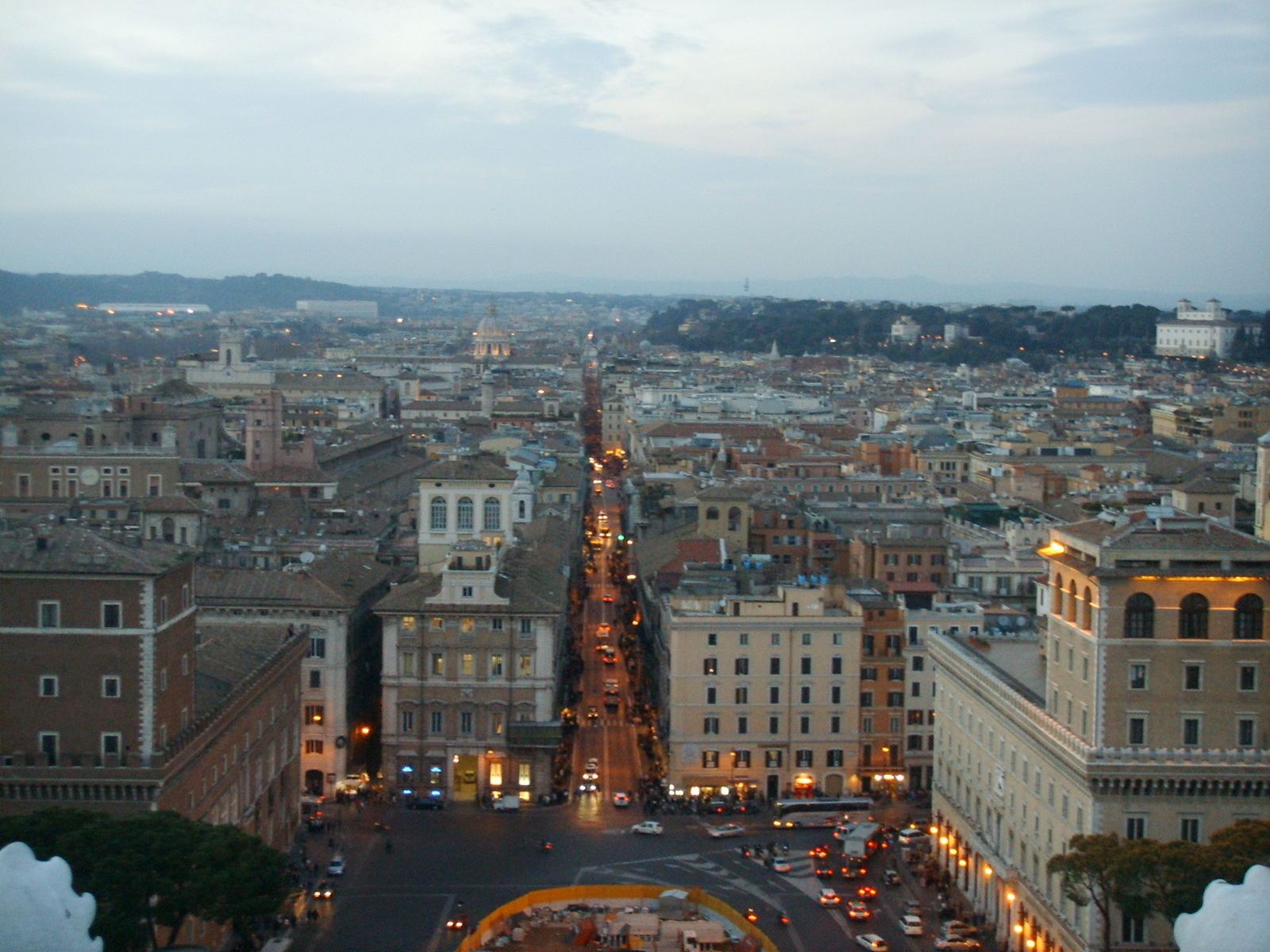
La Via del Corso, calle central del Tridente.

Con el apodo Tridente se designa el conjunto formado por tres calles rectilíneas de la ciudad de Roma (Italia) que parten de la Piazza del Popolo y divergen en dirección sur, asumiendo la forma de un tridente.

## Descripción

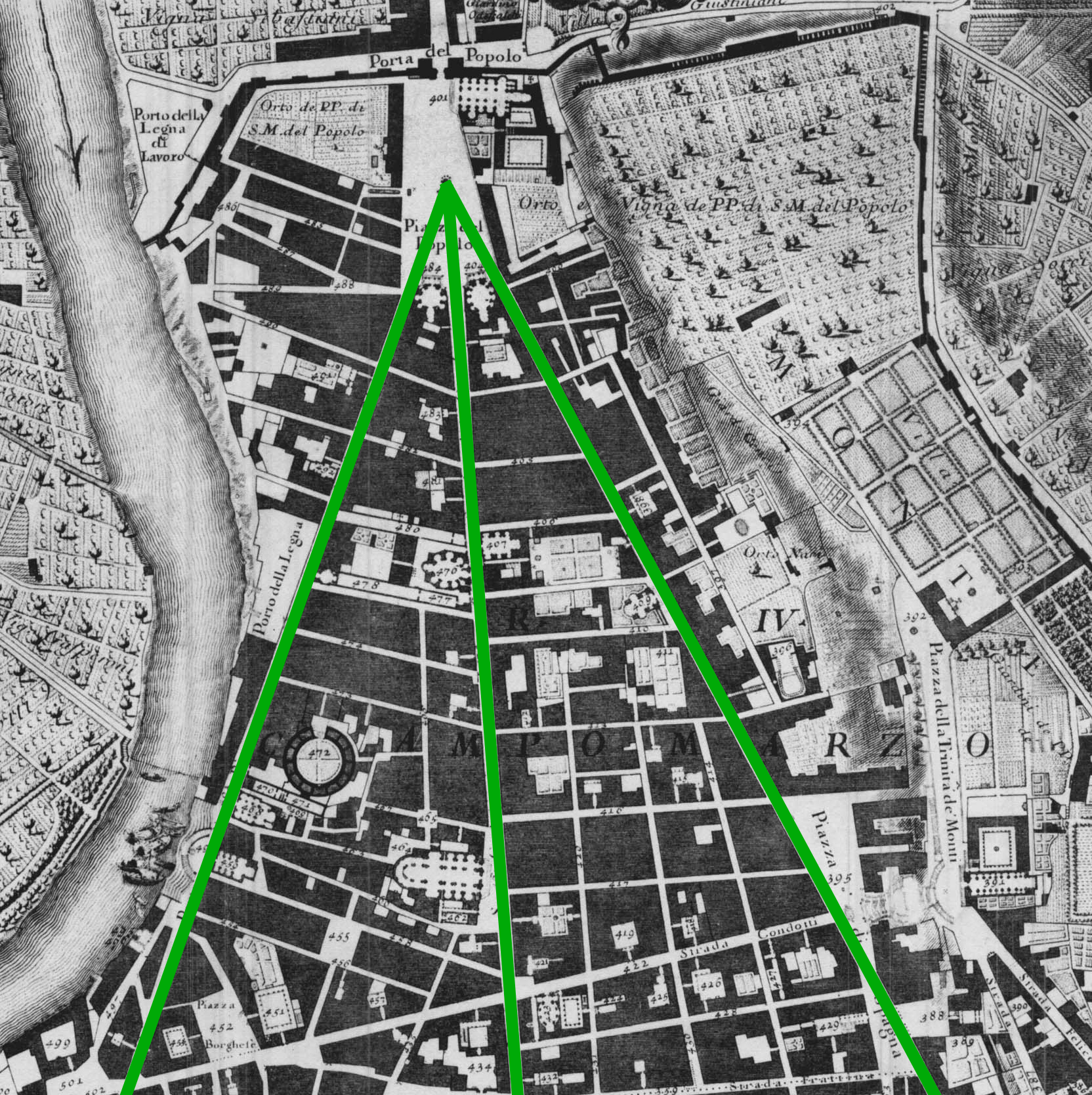
El Tridente en el Campo Marzio.

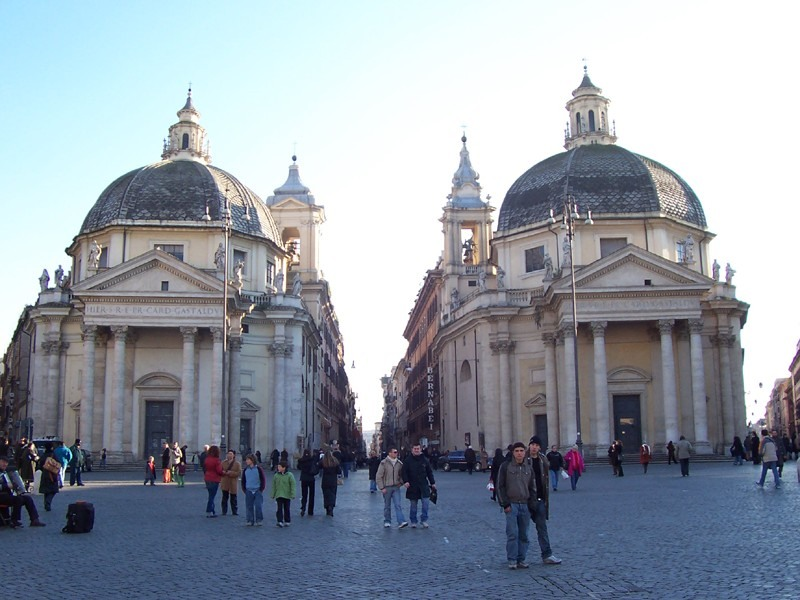
Vista desde la Piazza del Popolo: a la izquierda, la Via del Babuino; en el centro, la Via del Corso; y a la derecha, la Via di Ripetta.

El Tridente tiene su origen en una importante intervención urbanística realizada entre los siglos XV y XVII que reordenó las tres calles que conducían desde la puerta principal de Roma, la Porta del Popolo, hacia las basílicas mayores: 
- Via di Ripetta hacia el Puente Sant'Angelo y San Pedro;
- Via del Corso (originalmente llamada Via Lata, antigua prolongación de la Via Flaminia), que, atravesando el Campo Marzio, alcanzaba el palacio pontificio de Piazza Venezia y seguía hacia San Juan de Letrán;
- Via del Babuino (antiguamente Via Clementina),[1] que atravesaba la Piazza di Spagna y después subía hacia Santa María la Mayor.

Actualmente al final de las tres calles que componen el tridente se encuentran:
- Piazza Cardelli-Via della Scrofa, al final de la Via di Ripetta;
- Piazza Venezia, al final de la Via del Corso;
- Piazza di Spagna, al final de la Via del Babuino.

Tras la apertura del Tridente, se construyeron muchos palacios, algunos de los cuales albergan en la actualidad los organismos políticos más importantes de la República Italiana: 
- Palazzo del Quirinale, sede del Presidente de la República Italiana
- Palazzo Montecitorio, sede de la Cámara de Diputados
- Palazzo Madama, sede del Senado de la República
- Palazzo Chigi, sede de la Presidencia del Consejo de Ministros